# Olga Eggers
Olga Antoinette rigsfriherreinde Eggers (født 31. december 1875 på Sankt Thomas, Dansk Vestindien, død 17. maj 1945 i Vestre Fængsel i København) var en dansk forfatter og journalist. Hun var en markant socialdemokrat og kvindesagsforkæmper, der i løbet af 1930'erne blev nazist og overbevist antisemit. Hun blev derefter en af de toneangivende danske nazister. Eggers var kusine til Hjalmar Schacht.

## Baggrund
Olga Eggers var datter af botaniker Henrik Frans Alexander von Eggers (1844-1903) og Mathilde Camilla Stakemann (1848-1928). Hun tilbragte sine første fem år i Dansk Vestindien, hvor hendes far var kaptajn i den vestindiske hærstyrke. Som femårig blev hun sendt til det ukendte Danmark med et kompliceret benbrud og fik sin videre opvækst hos sin barnløse onkel og tante på Lolland, et godsforvalterpar, der genkendes som skikkelser i hendes forfatterskab - den strenge tante og den godmodige onkel. I 1900 blev hun privatlærerinde fra N. Zahles Skole, men kom aldrig til at benytte uddannelsen. Efter kun 14 dages bekendtskab forlovede hun sig med den unge forfatter og redaktionssekretær ved den københavnske avis Frem, Ludvig Rosenberg. I 1901 giftede de sig, og Olga Eggers tog fat på en karriere som skribent med opsøgende journalistik blandt hjemløse og gadehandlere. Artiklerne blev trykt i bl.a Politiken og Vore Damer. Eggers knyttede efterhånden tætte forbindelser til personligheder som Georg Brandes og Thit Jensen. Hun var optaget af konflikten mellem ønsket om selvudfoldelse og ægteskabets traditionelle familieforpligtelser. Selv blev hun skilt fra Rosenberg efter knapt fem år og giftede sig med professor Anton Thomsen og fik i 1913 datteren Ulrica Eggers. Denne gang blev hun enke efter kun tre år og levede resten af sit liv som enlig.
I forbindelse med første verdenskrig var Olga Eggers udenrigskorrespondent i Paris, og efter krigen havde hun forskellige tillidsposter for Freds- og Folkeforbundet. Hun rejste livet igennem meget; i 1931 tog hun rundt i Afrika som alene kvinde og skrev derefter den naive, men velmenende rejseskildring Ene Hvide gennem Liberias Urskove. Fra 1929 kendes hun som agitator for socialdemokraterne. Hendes mærkesager var antimilitarisme, nedrustning og en forbedring af dårligt stillede kvinders kår. Avisen Social-Demokraten omtalte hende i 1929: "Olga Eggers har paa vort Blads Søndags-sider skrevet talrige varmhjertede Artikler, der tydeligt taler om Forfatterindens dybe sociale Forstaaelse særlig af Arbejderkvindernes Kaar."

## De tidlige år som socialdemokrat og kvindeforkæmper
I mange år var Olga Eggers socialdemokrat og et fremtrædende medlem af Dansk Kvindesamfund. Hun talte for seksuel frigørelse og ligestilling. I et referat fra et vælgermøde, hvor hun talte, står der: "Hun fandt det mærkeligt, at ikke alle Mennesker var Socialdemokrater, thi det var dog dette Parti, der alene af alle Partier vilde skabe Lykke hos alle Mennesker." Som foredragsholder fascinerede hun tilhørerne med sin let svulstige, agiterende jargon og med humor, som når hun gjorde nar af Thomas Madsen-Mygdal. I Social-Demokraten bidrog hun med kronikker, småartikler og noveller, og hun deltog aktivt i Studieforbund for Aandskultur, et forum for livsfilosofi.
Hun udgav sine romaner på Gyldendal, mens rejseskildringen fra Liberia blev udgivet på Fremad, som var et socialdemokratisk ejet forlag. I oplagstal stod hun på linje med Agnes Henningsen og Karen Michaëlis.
Hun havde engageret sig i kampen mod antisemitismen, klarest udtrykt i børnebogen En stor mands lille datter fra 1911. Bogen blev ført som bevis for inkonsekvensen i Eggers' antisemitisme, og i straffesagen i maj 1942 bevis for påstanden om, at hun havde handlet i ond tro. Hun havde også et nært forhold til Georg Brandes og korresponderede med ham i over 10 år. I 1903 skrev hun i et brev til ham: "Af denne Verdens mange Ubegribeligheder er Krig og Jødehad mig de ubegribeligste. Jøderne - Jordens adeligste Slægt." I 1925 på en rejse til New York mødte hun en ung dansk-jødisk sanger, Harry Haurowitz. Forholdet skildres i hendes bog Henri - der er ingen død fra 1926. Bogen fremstår som udpræget selvbiografisk og er dedikeret "Til min ven Harry Haurowitz i beundring og taknemlighed." Så sent som i 1931 ytrede hun sig stærkt antinazistisk.

## Forfatterskab
I sin første roman, Zigøjnerblod fra 1903, var Eggers optaget af kvinders seksuelle frigørelse. I 1904 kom romanen Moderne Ægteskab, fulgt af Den røde Synd i 1908. Morsfølelse anses som medfødt hos kvinder, også i forhold til adoptivbørn, som hun beskriver det i En grim Kvindes Bekendelser fra 1909 og En Mor fra 1919. I sin sidste roman, Erotik fra 1932, beskrives tre kvinder og deres ulige skæbner; To søstre, den ene ulykkeligt gift med en velhavende mand, den anden lykkeligt gift med en fattig mand, hun har fire børn med; den tredje kvinde er søstrenes ugifte veninde. Hun har en gang elsket og tabt, og forsørger sig selv uden udsigt til at få børn eller økonomisk tryghed. Alle tre er bundet af omstændigheder, de er uden indflydelse på. Den ulykkeligt gifte forelsker sig og bryder ud af sit ægteskab; hun vrages af både sin mand og sin elsker. Hendes søster bliver gravid igen, og ser ingen anden udvej end abort. De har ikke råd til et femte barn. Men aborten er fejlslået, og barnet fødes handicappet. Bogen er på trods af sin titel ikke erotisk, men et indigneret argument for kvindens ret til fødselskontrol og abort. Den er et opgør med hykleriske og handlingslammede læger, og et råb om forbedrede sociale og økonomiske vilkår for arbejderklassefamilierne. Forsvaret for adgangen til prævention og abort af sociale årsager ledsages af racehygiejniske argumenter, som den gode læge udtrykker det: "Arbejd for, at man med alle Midler forhindrer Abnorme og Sindssyge i at formere sig. Det er selvmorderisk af en Stat at ruinere Borgerne med et Utal af Sindssygehospitaler og Hjem for Idioter, naar man smertefrit og uden synderlig Gene for de stakkels Skabninger kunde umuliggøre, at de forplanter sig."
Dansk Biografisk Leksikon fra 1935 beskrev Olga Eggers' forfatterskab sådan: "Underholdningslitteratur, men med Retning opad mod mere kunstnerisk Holdning." Eggers befandt sig i triviallitteraturens grænseland med beskrivelser af romantisk sanselighed, nogle ungpigebøger, populære omskrivninger af skuespil som Elverhøj og historiske føljetoner. Alligevel fortsætter Oluf Friis: "Sit bedste har hun ydet i sine erotiske-psykologiske Nutidsskildringer...af hvilke især maa fremhæves 'En grim Kvindes Bekendelse' (1909), der fik en anerkendende Anmeldelse af Georg Brandes." Olga Eggers livsvarige forfatterunderstøttelse blev sat i bero i juni 1942, mens man ventede på udfaldet af Højesteretssagen, der endte med hendes domfældelse og bortfald af forfatterunderstøttelsen.

## Bruddet med socialdemokraterne
I 1933 vendte Olga Eggers pludselig ryggen til socialdemokratiet. Baggrunden var hendes sagfører gennem en årrække, Søren Nielsen, som hun i december 1932 anmeldte for bedrageri. Efter at anmeldelsen blev kendt, bad statsminister Stauning og Helsingørs borgmester, socialdemokraten Peder Christensen, hende om at besinde sig. Overretssagfører Søren Nielsen var nemlig repræsentant for Grønnehave-konsortiet, der stod ansvarlig for opbygningen af en fiskerihavn i Helsingør, og der stod 500 arbejdspladser på spil. Eggers indvilgede i at udskyde sagen et halvt års tid, hvis hun fik udbetalt sit samlede udestående. Det fik hun ikke. Sagen nåede rigsadvokaten, hvor den blev afvist på grund af bevisets stilling. Stauning bad hende venligt om ikke at foretage sig noget, før de havde fået talt sammen. Olga Eggers bilagde sagen for borgmesterens skyld og af partihensyn; men dermed fik hun heller aldrig de penge, hun mente sig snydt for. Hun oplevede det, som om hendes retmæssige krav nemt kunne tilsidesættes, så snart et rent politisk hensyn kom på banen. Ikke mindst var hun skuffet og såret over, at de fremtrædende socialdemokrater, der havde optrådt som hendes personlige venner, ikke havde støttet hende. Både Stauning, K.K. Steincke og Frederik Borgbjerg med koner kom i Eggers' hjem, blandt andet til datteren Ulricas studentergilde i 1932. At sagen ramte Eggers hårdt, kan læses af hendes ugentlige spalte i Hus og Frue i 1935: "Naar Ungdommen omtrent daglig kan læse i Aviserne om Sagføreres Bedragerier overfor Enker, der betror dem de Penge, som repræsenterer Hjem og dagligt Brød."

## Tilslutning til nazismen
Allerede 1. juni 1934 meldte hun sig ind i Danmarks Nationalsocialistiske Arbejderparti. Det tog man i samtiden ikke tungt på. B.T. skrev ved Olga Eggers' 60-års fødselsdag: "Da hun var Socialdemokrat, var hun rødere end Borgbjergs Skæg i Glanstiden - og nu da hun er gaaet over til Nazismen, saa er de herrer Hitler, Göring og Goebbels smaa forsagte Demokrater i Sammenligning med hende. Heil Olga!...Rask Pige paa 60 - og hun skal have en Lykønskning." I Eggers-familien var der flere nazister både på dansk og tysk side, og på sine jævnlige familiebesøg i Tyskland lod Olga Eggers sig efterhånden begejstre og overbevise om nazismens rigtighed. Hele sit liv holdt hun kontakt med sin fætter Hjalmar Schacht, der havde været med til at få Tyskland på fode igen. I april 1935 skrev hun i Hus og Frue artiklen "Det glade Berlin" om Görings bryllup: "Men hvor smukt det end saa ud - den lysklædte Brud i den af Roser fuldstændig dækkede Bil - saa er der dog ingen Tvivl om, at Synet af "Føreren" for enhver Tysker dog er et Syn, ved Siden af hvilket enhver rosensmykket Bil og Brud maa blegne." Der kom heller ingen reaktioner eller afstandtagen til de udtalelser.
I 1935 brød hun med DNSAP ud fra utilfredshed med partiledelsen. I stedet meldte hun sig ind i Dansk Socialistisk Parti, ledet af Wilfred Petersen. Hun var leder og foredragsholder i Nordisk Aktions Kvindegruppe, og skrev for Nordiske Stemmer, organ for Nordisk Aktion, der var DSPs "kampfront".

## Kamptegnet
Sommeren 1938 meldte Eggers sig ind i Aage H. Andersens parti, National Socialistisk Arbejder Parti, der 31. oktober 1941 blev nedlagt, og overførte sine medlemmer til arvtageren, den nystiftede Dansk Antijødisk Liga - en såkaldt "upolitisk antisemitisk organisation" og underafdeling af Antijødisk Verdens Liga. NSAP var en udbrydergruppe fra DNSAP og havde et medlemstal mellem 500 og 1.000. Uenigheden mellem de to partier var opfattelsen af racespørgsmålet. I DNSAP var det antisemitiske element nedtonet, hvor det for NSAP var det centrale programpunkt. I NSAPs programskrift stod der således: "NSAP kæmper for den fulde Forløsning af det danske Folk gennem en radikal Løsning af Jødespørgsmaalet ad Lovgivningens Vej. Den fulde Racebeskyttelse af det nordiske danske Folk gennem fuld Udskillelse fra Folkelegemet af ikke arisk Blod." Det var først i denne tid, at Eggers fuldt ud tilsluttede sig antisemitismen, som hun i løbet af få år bragte til højder, der blev anset for skadelig for nazismens udbredelse i Danmark. Hun oversatte og skrev bl.a. antisemitiske værker og genudgav Martin Luthers Om Jøderne og deres Løgne. Hun var også redaktør for NSAPs racepolitiske organ, Kamptegnet, en parallel til den tyske avis Der Stürmer, der stod for den mest aggressive og frastødende antisemitisme, spalter som "Ugens Race-skændsel" og vulgære antijødiske karikaturtegninger. Kamptegnet trykte løbende lister over "Hel-, Halv- eller Kvart-jøder, samt jødisk indgiftede Personer"; dertil leverede avisen materiale til Danmarks Erhvervs Korporation, der førte arkiv over jødiske familier og investorer. Eggers sad som redaktør i næsten to år, frem til februar 1942, og modtog mange anonyme breve, der indeholdt alt fra trusler og skældsord til formaninger: "Hvor kan De, som var et ordentligt Menneske i Deres Ungdom, lægge Navn til den unaturlige og umenneskelige Ondskab...?" Kamptegnet blev lukket i maj 1943 efter befaling af Werner Best.

## Domfældelse
Kamptegnet bragte stærkt krænkende artikler om grosserer P.M. Daell og hans jødiske sekretær Ella Wassermann. Daell blev udhængt som antitysk jødelakaj og Wassermann som hans elskerinde, der styrede Daells Varehus efter sine "jødiske principper" og erstattede firmaets "ariske" medarbejdere med jøder. Værnemagtens folk skulle også være blevet dårligt behandlet i varehuset. Eggers havde ikke skrevet artiklerne, men sad som redaktør med ansvaret for, at de var blevet trykt. Ligeledes var der i hendes redaktørtid blevet uddelt løbesedler og frieksemplarer af Kamptegnet til kunderne i Daells Varehus og blandt de ansatte. P.M. Daell og Ella Wassermann anlagde injuriesag i januar 1942 og krævede sagen ført for åbne døre, så Kamptegnets arbejdsmetoder blev kendt. Det skærpede anklagen mod Eggers, at hun selv havde været med til at dele løbesedlerne ud. Det var kommet til tumulter ved varehuset, hvorved folk var blevet skræmt væk. Daell og Wassermann krævede kr 10.000 i bøde, og udtalelserne om et seksuelt forhold kendt ubeføjede. 27. januar 1942 blev Eggers dømt for at have uddelt fornærmelige løbesedler. Dertil forlangte tyskerne, at hun trak sig som redaktør. Aage H. Andersen fortsatte nu som redaktør for Kamptegnet. Ligeledes fortsatte han kampagnen mod Daell og Wassermann. Sagen vakte enorm opsigt, da P.M. Daell i forvejen var en kendt person, samt det faktum, at besættelsesmagtens sympatisører var sat på anklagebænken.
Daell og Wassermann tog senere stævning ud mod Andersens artikler, som blev trykt i Kamptegnet i marts 1942. Renthe-Fink forbød avisen at fortsætte sådan, og Andersen dæmpede derefter tonen, men slap ikke temaet med Daells Varehus. Tilstrømningen til den efterfølgende retssag var så stor, at man måtte finde et større retslokale, samt holde dørene åbne, så folk i de tætpakkede gange kunne følge med. Avisernes retsreferater var forsigtige, men Nationaltidende turde i april 1942 at bringe overskriften Et Skoleeksempel på Bagvaskelse. Eggers påpegede, at hun havde tilsigtet en kamp mod "den jødiske race som sådan og ikke mod bestemte personer". Andersens forsvarer viste til ytringsfriheden. 15. maj 1942 faldt dommen, hvorved anklagerne om ægteskabsbrud fandtes ærekrænkende og grundløse. Både Eggers og Andersen blev dømt for bagvaskelse; Eggers' livsvarige forfatterunderstøttelse blev også stillet i bero. Dertil skulle Daell have kr. 4.000 og Wassermann kr. 2.000 i erstatning. Eggers og Andersen appellerede dommen til Højesteret, mens Daell og hans sekretær forlangte en skærpelse af straffen. Sagen blev derfor genoptaget i oktober 1942, men nu forlangte udenrigsministeriet, at aviserne ikke måtte referere fra den. Det kunne efterhånden blive tyskerne for meget - da Eggers og Andersen jo faktisk blev straffedømt for at videreføre officiel tysk jødepolitik.
De nationalsocialistiske aviser trodsede forbuddet og skrev alligevel om sagen. Kamptegnet genoptog sin kampagne, og gamle numre blev uddelt i Københavns gader. Denne gang fremlagde Andersens forsvarer gæstebogen fra Grand hotel i Odense, hvoraf fremgik, at "godsejer Palle Daell" og "frk. Ella Wassermann" havde overnattet på hotellet - dog på hvert sit værelse, men den gang rejste voksne mænd og kvinder ikke sammen uden at være gift. Nu vendte stemningen i retssalen sig imod de to og blev så urolig, at retsformanden måtte true med at rydde lokalet. Andersen politianmeldte også parret for falsk vidnesbyrd. Det afsluttende retsmøde fandt sted 6. november 1942, og lokalet var propfuldt. Mange fra Frikorps Danmark var mødt frem, og Daell og Wassermann måtte derfor føres under politibevogtning ud af bagdøren. Først 29. marts 1943 faldt Højesterets dom. Man stadfæstede enstemmigt landsrettens afgørelse og skærpede endda straffen til 2 x 80 dages hæfte for Eggers, mens Andersen fik 2 x 80 dages fængsel. Eggers kom aldrig til at afsone straffen, men mistede for altid sin forfatterunderstøttelse, og sagsomkostningerne løb op i over kr. 10.000. Dommen var unik med tanke på, at den fordømte en tankegang, som besættelsesmagten selv propaganderede for. Dagen efter blev flere af de store udstillingsvinduer i Daells Varehus da også smadret.
Ella Wassermann flygtede senere til Sverige. Efter sin tilbagekomst arbejdede hun i udenrigsministeriet og blev konsul i Berlin. Kamptegnet havde mistet sin økonomiske støtte fra Tyskland; senere blev avisen lukket. I august 1943 rejste Eggers til Tyskland som tolk for Heinkel-Werke, der leverede tysk krigsmateriel. Af breve til familien fremgår, at hendes afrejse var bestemt fra Dagmarhus, og at hun altså nærmest blev udvist fra Danmark af besættelsesmagten for sin iver i at følge deres politik.
Olga Eggers, Cay Lembcke, Frits Clausen og brødrene Bryld er blandt de mest kendte danske nazister. Da forlagene ikke længere ville udgive Eggers' arbejder, startede hun sit eget Nordiske Kvinders Forlag, hvor hun udgav sine antisemitiske værker.

## Sidste dage
Olga Eggers blev arresteret i sit hjem i Holbergsgade og var blandt de første, der blev interneret af modstandsbevægelsen efter befrielsen i 1945. Få dage senere, den 17. maj, døde hun i Vestre Fængsel, 69 år gammel. Omstændighederne omkring hendes død er fortsat uklare.
Ifølge avisnotits døde hun af hjerteslag; men presseattaché ved det tyske gesandtskab i Danmark 1939-1943, Gustav Meissner, hævder i sine erindringer, at "…Olga Eggers døde i fængslet ‘efter følgerne af et fald på trappen’."

## Olga Eggers i nutiden
Eggers' eftermæle var ødelagt af hendes optræden under krigen. I foråret 1946, efter sin død, blev hun sammen med en række andre danske forfattere stillet for en "æresret" som en del af retsopgøret efter besættelsen.
En del ultra-højreorienterede og revisionistiske bevægelser og publicister genudgiver og henviser til Olga Eggers' værker. Det gælder Dansk Selskab for Fri Historisk Forskning, Samisdat, Patriot m.fl.